# Hombre Topo
El Hombre Topo (Harvey Elder) (Inglés: Mole-Man) es un personaje ficticio, un supervillano que aparece en los cómics estadounidenses publicados por Marvel Comics. Un antiguo científico convertido en villano, el Hombre Topo es un enemigo recurrente de Los 4 Fantásticos. Sus esquemas generalmente consisten en tratar de gobernar la superficie de la Tierra con la ayuda de sus «Topoides», híbridos subterráneos, topo-humanos que él gobierna.
El personaje ha tenido numerosas apariciones en otros medios, generalmente en televisión y en videojuegos. Jack DeLeon, Gregg Berger, Paul Dobson, Ted Biaselli y David H. Lawrence XVII le han prestado su voz en animación. El personaje aparece en la película del Universo Cinematográfico de Marvel, Los Cuatro Fantásticos: primeros pasos (2025), interpretado por Paul Walter Hauser.

## Historia de publicación
Creado por el artista / coescritor Jack Kirby y el escritor Stan Lee, el personaje apareció por primera vez en The Fantastic Four n.º 1 (noviembre de 1961). El nombre original del personaje (Mole Man) estaba en el momento escrito "Moleman"; en una palabra. La ortografía "Mole Man" apareció en The Fantastic Four n.º 22 (enero de 1964).

## Biografía del personaje ficticio
El Hombre Topo era originalmente llamado Harvey Elder, un ingeniero nuclear estadounidense y explorador. Elder era socialmente rechazado debido a una combinación de su personalidad abrasiva y su aspecto hogareño y enano. Por otra parte, sus compañeros exploradores se burlaban de él por sus excéntricas teorías descabelladas sobre una Tierra Hueca. En 1956, mientras seguía el grupo de exploradores llamado los Cazadores de Monstruos, se topó con la Isla de los Monstruos, que era a la vez una base del Deviante Señor de la Guerra Kro (en el momento, la Isla de los Monstruos se encontraba cerca de Japón, aunque otras historias la colocan en el Triángulo de las Bermudas; algunos volúmenes de X-Men las han descrito como dos lugares distintos separados).
Cuando Elder cayó en una enorme cueva que lleva a lo profundo del reino subterráneo de Subterránea, decidió que sus teorías habían sido definitivamente probadas. Sin embargo, sufrió un daño permanente en los ojos cuando miró directamente a un depósito de diamantes altamente reflectante. Parcialmente ciego y aparentemente aislado de la superficie del mundo para siempre, Elder se apodó a sí mismo Hombre Topo y comenzó a explorar su nuevo hogar. Con el tiempo se convirtió en el jefe de la rama de Subterráneos ahora conocidos como los Topoides, y el gobernador de gran parte de Subterránea y las cavernas de la Isla de los Monstruos. Él usó a las criaturas derivadas de los Desviantes y la tecnología que encontró en Subterránea para contraatacar al mundo exterior en numerosos intentos para gobernar o humillar al mundo que lo había rechazado.
El Hombre Topo realizó ataques contra el mundo de la superficie al destruir plantas de energía nuclear en el Bloque del Este, Australia, América del Sur y África Ecuatorial Francesa, hasta que fue repelido por Los 4 Fantásticos en su primera aventura en la Isla de los Monstruos. Capturó a Míster Fantástico y la Antorcha Humana y les dijo sus planes. Cuando lanzó una horda de monstruos la Antorcha Humana selló la entrada de su reino. El Hombre Topo parecía haber destruido la Isla de los Monstruos en una explosión atómica. Los monstruos criados por los Desviantes mutan, conocidos colectivamente como los "Monstruos de Hombre Topo", incluyen el Tricéfalo de 3 cabezas, el cornudo Megatauro, y la criatura ave-insecto voladora conocida sólo como "Skreeal". El Hombre Topo también tiene un grupo de aliados superhumanos llamados los Rechazados.
El Hombre Topo más tarde robó edificios de Nueva York, pero fue derrotado por los Cuatro Fantásticos y pareció morir en una explosión. Con el Fantasma Rojo, luego combatió contra Los Vengadores y trató de utilizar una máquina que causó terremotos para dominar el mundo, amenazando con destruir toda la vida en la Tierra, capturando al Hombre Gigante que había sido advertido por las hormigas de los terremotos, ya que los sintieron primero. Más tarde, la Avispa liberó al Hombre Gigante y se redujo al tamaño de una hormiga y saboteó la máquina. El hombre de Hierro entonces selló las entradas de los túneles. El Fantasma Rojo luego rompió la alianza. Hombre Topo estaba entre los criminales más tarde reunidos por aparato de control mental del Doctor Doom para atacar la boda del Sr. Fantástico  y la Mujer Invisible. Hombre Topo luego libró una guerra contra el gobernante rival subterráneo Tyrannus, capturando la Fuente de la Juventud lo que permitió a Tyrannus mantenerse joven. Tyrannus teletransportó a Hulk bajo tierra para ayudar a recuperar la Fuente. Finalmente, fue capaz de restaurarse. Hombre Topo utilizó a la X-Men original como peones en su guerra contra Tyrannus. El Hombre Topo más tarde atrapó a los Cuatro Fantásticos en una casa que los cegó. Hombre Topo continuó luchando una guerra con Tyrannus.
Más tarde se asoció con Kala, la reina de los Bajotierra Subterráneos, y se enamoró de Kala. Él conspiró para destruir el mundo de la superficie, pero fue traicionado por Kala y Tyrannus. Algún tiempo después, Hombre Topo y Kala estaban comprometidos para casarse. Namor, el príncipe atlante, ayudó a los Topoides cuando una fuerza conquistadora estaba matando a muchos mientras los usaba de mano de obra esclava.
Mucho más tarde, Hombre Topo se hizo amigo de la Mole y luego planeó elevar un nuevo continente a costa de hundir California, pero fue frustrado de nuevo por los Cuatro Fantásticos. Fue capturado más tarde por los Hombres Lava. Hombre Topo luego trató de traer la paz a Subterránea, pero fue atacado por los clones de los Cuatro Fantásticos. Se afirmó con los Skrulls, y trató sin éxito de capturar un huevo tecnotroide Skrull.
Hombre Topo después se alió con Grotesko y Tyrannus contra los Desviantes liderados por Bruto. Él ayudó a Hulk en la lucha contra los Desviantes de Bruto. Junto con sus aliados, triunfó sobre Brutus, y dio la bienvenida a Kala como su consorte.
Hombre Topo se involucró con los Vengadores de la Costa Oeste cuando uno de sus monstruos atacaron Los Ángeles. Sus Topoides quedaron atrapados en medio de un plan de venganza Skrull sobre los Cuatro Fantásticos. Un reemplazo de los Cuatro Fantásticos, consistente en Spider-Man, Ghost Rider, Hulk y Wolverine fueron engañados para entrar en territorio del Hombre Topo y luchar contra sus fuerzas.
Más tarde luchó contra los Vengadores de la Costa Oeste, junto con los U-Foes durante los Actos de Venganza, pero sus intentos fracasaron.

### Reforma
Más tarde, entregó su deseo de conquista y venganza y comenzó a montar un santuario para los otros que habían sido rechazados por el mundo de la superficie. Sus dos intentos de hacerlo llevaron a la muerte de la mayoría de los visitantes de sus santuarios. En breve, el Hombre Topo permitió al equipo de superhéroes de Adam Warlock, la Guardia del Infinito, para utilizar Isla de los Monstruos (más específicamente, un castillo situado en sus jardines) como base, razonando que podrían ayudar a protegerle de cualquier entrometido, lo que hicieron en varias ocasiones. Resultaron útiles cuando las Naciones Unidas invadieron la isla. La Guardia, principalmente Gamora, alejaron la fuerza invasora con un mínimo absoluto de daño. Los Vengadores ayudaron con las Naciones Unidas, reconocieron entonces la regencia del Hombre Topo sobre la isla.
Hombre Topo tendía mantenerse fuera del camino cuando los planes cósmicos continuaron. La Guardia ocupó el castillo de la Isla de los Monstruos hasta su disolución como equipo. Después de su partida, el Hombre Topo aparentemente regresó a su existencia solitaria y vengativa. Aparte de los ataques ocasionales de hostilidad, parece mayoritariamente contento con gobernar su reino subterráneo, y para los últimos años sus actividades en la superficie se han limitado a reaccionar a las amenazas (reales o imaginarias) contra su pueblo.

### Atacando de nuevo
En un incidente, estaba causando daños materiales puramente para ayudar a los Topoides, cuya agua y comida se había contaminado. Él apareció en The Mighty Avengers habiendo dirigido un ataque a Nueva York, reclamando venganza por su hogar subterráneo, que según él está destruido. Él fue humillado por un Ultrón con forma de mujer, que destruyó a sus monstruos restantes, y fue arrestado.
Hombre Topo también estuvo detrás de una serie de ataques de los Chupacabras en Puerto Rico. Su motivación era proteger a la raza bebedora de sangre de la extinción.
En la historia "Live Fast" de Runaways, los Runaways están luchando contra un monstruo grande de la altura de un gran rascacielos. Cuando Victor le sugiere a Nico reducirlo, Nico menciona que ya utilizó ese hechizo en Hombre Topo.
En Incredible Hulk 605, Hombre Topo fue testigo del regreso de Hulk, lo que le agradaba. Sin embargo, cuando Hulk fue derrotado y su barco de piedra destruido, varias criaturas del planeta Sakaar fueron liberadas bajo tierra. Hombre Topo entrenó a las bestias alienígenas y las llevó a atacar a Nueva York una vez más. Sin embargo, las criaturas realmente estaban esperando la llegada de Skaar, el hijo de Hulk. Sin embargo, Tyrannus subió a desafiar la afirmación del Hombre Topo y la usó magia para pervertir a los alienígenas para que pudieran destruir la superficie. Skaar entró en una rabia berserker, así que tanto Tyrannus como el Hombre Topo huyeron.
El White Light Ring de Mandarín se acercó a Hombre Topo para ayudarlo y los otros anillos se vengaron de Tony Stark, donde se convirtió en Mandarin-Six. Mole Man y los otros mandarines más tarde viajaron a Svartalfheim para enfrentarse a Malekith el Maldito, quien había perseguido a otros tres mandarines y les había quitado los anillos. Los Mandarines frustraron cualquier intento de Malekith para esconderse o huir, ya que los anillos podrían localizarse entre sí. Malekith hizo un pacto con Iron Man (quien también estaba en ese momento en Svartalfheim para recuperar los anillos) se deshizo de su anillo y escapó a salvo, ya que ya no podía ser rastreado. Tras no haber matado a Malekith, los mandarines reanudaron sus propios caminos. Los Mandarines unieron sus fuerzas una vez más para ayudar al plan de Mole Man para crear armas propulsadas por anillos con las que destruir ciudades desde su base en Sinister London. Una prueba fue frustrada por los Cuatro Fantásticos. Antes de que pudieran lanzar una de las máquinas reales, Iron Man los fijó junto con la Guardia de Troya y Abigail Burns. Los Mandarines no pudieron escapar cuando el aliado de Iron Man, Dark Angel usó la magia para evitar que se teletransportaran. Después de que los otros mandarines son derrotados, el anillo de Hombre Topo lo declaró Prime-Mandarin. En cambio, Hombre Topo abandonó su anillo y se retiró.
Hombre Topo fue contactado más tarde por individuos desconocidos para traerles a Athol Kussar, el hermanastro del dueño de la mina, Faust Swart, quien lavó dinero para financiar la base africana de HYDRA después de que conociera las acciones de su hermanastro y que Swart había sido encarcelado previamente en una mina por Swart. mientras elude a los agentes de S.H.I.E.L.D. Cuando Mole Man irrumpió en la celda de Kussar, Kussar no quería irse debido a una bomba dentro de su cuerpo que detonaría si dejaba su celda. El Hombre Topo fue atacado y derribado por una Mujer Invisible que eliminó la bomba y puso a Kussar bajo custodia de S.H.I.E.L.D.
Como parte del evento All-New, All-Different Marvel y sus compañeros Subterráneos terminaron en una guerra civil con los Subterráneos que están del lado de su hijo, Topo Monstruo.
Cuando las amigas de Chica Ardilla, Nancy, Tippy Toe y Koi Boi, la ayudan a configurar un perfil de citas en línea, esto lleva a muchas citas infructuosas, una de las cuales termina con un encuentro con Hombre Topo, quien se enoja por las sugerencias anteriores de Doreen. A Kraven le ha afectado su casa. Doreen se disculpa con él y los dos tienen una conversación sobre su situación, lo que lleva a Hombre Topo a proponerle a Doreen en el acto y una serie de planes de seguimiento para que Doreen tenga una cita con él. Amenaza con enterrar una serie de puntos de referencia en todo el mundo si ella no sale con él, y después de que Nancy está casi secuestrada por él y rodeada por los medios de comunicación, va a enfrentarse a Hombre Topo solo para descubrir que Tricephalous está enamorada de él. Ella deja que Tricephalous la derrote para cortejar a Hombre Topo y se van para siempre.
Más tarde, Hombre Topo aparece atacando a Nueva York con un grupo de monstruos, pero es derrotado por Hulk, Chica Luna y Dinosaurio Diablo.
Durante la historia de The Secret Empire, se revela que Hombre Topo ha llegado a un acuerdo con el Capitán América para usar los túneles de su reino subterráneo para su operación de contrabando a cambio de artículos específicos del mundo de la superficie, como los DVD. Cuando el Capitán América llega con la Resistencia Subterránea, el reino de Hombre Topo es atacado por Dreadnoughts enviados por Hydra. Aunque los héroes logran derrotar a los Dreadnoughts, Mole Man pone fin a su tregua con el Capitán América y deja que los héroes se vayan.

## Poderes y habilidades
El Hombre Topo no tiene habilidades sobrehumanas verdaderas. Él es un genio extraordinario, con conocimiento tecnología siglos más allá de la ciencia convencional. Él fue capaz de dominar principios alienígenas de tecnología totalmente ajena a su cultura y medio ambiente. Debido a su mala visión, sus sentidos naturalmente se han compensado al grado en que son, como los de Daredevil, aumentados a niveles casi sobrehumanos. 
El Hombre Topo pelea con un bastón y ha desarrollado un estilo de lucha que se asemeja al bojutsu; a pesar de su pequeño tamaño y debilidad relativa es un muy competente combatiente cuerpo a cuerpo cuando está armado con su bastón. También comanda un ejército de monstruos y Subterráneos que son absolutamente leales a él. 
El Hombre Topo es extremadamente miope debido al daño que sufrió su visión hace años, y sus ojos son extremadamente sensibles a la luz brillante. Es prácticamente cegado por la iluminación normal. Para contrarrestar esto, él lleva gafas protectoras (una primera versión de una prueba de armas nuclearesgafas en flash de Cancha) que reducen los niveles de luz brillante que sus ojos débiles pueden tolerar y aumentan la luz tenue a niveles por los cuales él puede ver. Su sentido del oído, el olfato y el tacto son mucho más sensibles que los de un humano normal; estos sentidos están agudizados, pero no a lo sobrehumano. Él posee un "sentido radar" que complementa su propia visión natural débil.
Hombre Topo tiene una serie de varas de aspecto similar (6 pies de largo, de madera o de aluminio), diseñadas por el Pensador Loco, que contienen arma(s) incorporadas y características adicionales. Entre esas armas hay una pistola eléctrica, un lanzallamas, una pistola de vibro-carga, y un cañón láser. Todo los bastones parecen tener un radar de baja energía. Todas las duelas son trampas con un medidor de respuesta galvánica que se ajusta únicamente a la conductividad de la piel del Hombre Topo; esto impide que cualquiera pueda accionar sus varas.
La vida del Hombre Topo lo ha convertido en un experto en geografía subterránea, espeleología, entender los sistemas de armas de los Deviantes, y entrenar monstruos. Él ha dominado los principios subyacentes a la tecnología Desviante que descubrió en Subterránea y ha hecho mejoras radicales en gran parte de ella.

## Otras versiones

### Exiles
En una tierra dominada por los Skrulls, Hombre Topo es conocido con el nombre de 'Harvey'. Cuando Galactus viene a comer el planeta, Harvey es una parte vital de la batalla haciendo que sus monstruos socaven el lugar de aterrizaje de su enemigo.

### Heroes Reborn
El vuelo espacial, que otorga a los Cuatro Fantásticos sus poderes termina con ellos haciendo un aterrizaje forzoso en las islas habitadas por monstruos del Hombre Topo. Hombre Topo acaba capturando a Ben y Sue y toma una fuente de poder y el potencial explosivo de la nave del grupo.
Esta encarnación del Hombre Topo se ve físicamente diferente de su homólogo 616, con una construcción más alta y más muscular y una fuerza aparentemente aumentada, siendo capaz de frenar a Johnny Storm con una sola mano.
Más adelante, hay indicios de que la isla del Hombre Topo está conectada a la ciudad de Attilian de los Inhumanos.

### Mutant X
En la realidad Mutant X, cuando la Reina Duende puso sitio a Nueva York, Harvey, junto a su amante Callisto, proporcionó una ruta segura de evacuación para decenas de miles de humanos y mutantes fuera de la ciudad. Cuando Ben Grimm fue arrojado de un edificio por Reed Richards, su volumen excesivo le llevó a los túneles Morlock/Topoides, donde ayudó a organizar las evacuaciones, y comenzó a planear una rebelión.

### Season One
En esta recreación moderna de los Cuatro Fantásticos, el Hombre Topo es rápidamente menospreciado por su primer ataque contra Nueva York. Reed y Sue lo contratan y se convierte en un empleado valioso del imperio empresarial de Reed. Más tarde colabora en la lucha contra el furioso enloquecido Namor al volver a darle poder a Ben Grimm y darle la ayuda de un monstruo.

### Spider-Man Newspaper Strip
En la tira de periódico Spider-Man, el Hombre Topo viaja a la superficie e intenta hacer a Mary Jane Parker la reina de su reino subterráneo. Cuando se entera de que MJ está casada con Peter Parker, estos planes se desvanecen. Esa misma noche, se topa con May Parker y se enamora instantáneamente de ella. Finalmente decide secuestrar a May y Mary Jane y las lleva a su reino. Peter los persigue como Spider-Man, pero es superado en combate por el Hombre Topo, obligándolo a buscar la ayuda de la Cosa de los Cuatro Fantásticos. El Hombre Topo y la Tía May empiezan a unirse románticamente, hasta el punto que May acepta casarse con él. Spider-Man y La Cosa llega y después de un breve enfrentamiento y conversación, son convencidos de honrar los deseos de May de que ella pase el resto de sus días haciendo feliz a un alma perdida. La boda, sin embargo, es interrumpida porque May padece una afección física llamada Pulmón de Spelunker, que hace que ella tenga problemas respiratorios graves cuando está bajo tierra. Esta afección es lo que finalmente obliga a Spider-Man y la Cosa a llevar a May de vuelta a la superficie junto con MJ. Hombre Topo, dándose cuenta de que su nuevo amor nunca podrá gobernar a su lado debido a esta afección, de mala gana se despide de ella y vuelve a casa para gobernar solo.
En esta continuidad, el nombre verdadero de Hombre Topo se revela como "Melvin Kurtzman".

### House of M
En el universo House of M creado por una Bruja Escarlata demente, el Hombre Topo (bajo el nombre Topo Rey) aparece en Fantastic Four: House of M como un enemigo de los Cuatro Temibles, que se compone del Doctor Muerte, la Antorcha Inhumana, la Chica Invincible, e It. Esta versión del Hombre Topo es asesinado por los Cuatro Temibles durante una batalla con ellos.

### Marvel Zombies
En Marvel Zombies, el Hombre Topo, junto con varios otros villanos no muertos, aparece por primera vez atacando a Galactus; después de que Galactus es derrotado por varios héroes, Hombre Topo se mete en una discusión con el Coronel América por quién va a comer al herido Galactus, y posteriormente es volado por los aires por el coronel cósmicamente poderoso.
El zombi Hombre Topo también aparece en la precuela de Marvel Zombies, Marvel Zombies: Dead Days, que aparece para atacar a Nova junto con el Mago.

### Versión Ultimate
En el Universo Ultimate, Hombre Topo fue un científico del Edificio Baxter llamado Dr. Arthur Molekevic. Apodado Hombre Topo por los estudiantes, fue despedido debido a sus experimentos en crear la vida después de haber sido advertido. Él demandó los archivos como propios, pero fue informado por los funcionarios gubernamentales despidiéndolo, que incluían el padre de Sue y Johnny, el Dr. Franklin Storm que todo lo que creó era propiedad del gobierno de Estados Unidos. Pronto desapareció en cavernas subterráneas con sus Topoides. Estas cavernas contenían tecnología avanzada, la cual Hombre Topo afirmaba que había sido construida por una raza antigua. Parte de las cavernas también estaban bajo el Edificio Baxter en sí, que proporcionaban al Hombre Topo con enlaces a su sistema de seguridad. Su habilidad para espiar al equipo fomentó la ilusión de que él era una figura paterna para ellos. Cuando los Cuatro Fantásticos obtienen sus poderes y fueron transportados a través del mundo, Sue, mientras estaba inconsciente, fue secuestrada y transportada a sus cavernas. Hombre Topo envía a uno de sus monstruos creados a Nueva York para recuperar a los otros. Los otros miembros del equipo logran derrotarlo. Siguen el agujero que el monstruo hizo y confrontan al Hombre Topo, eventualmente rescatando a Sue. Los cuatro derrotan a sus fuerzas, pero el Hombre Topo escapa. Sin embargo, él volvió y secuestró a varios estudiantes del Edificio Baxter mientras explicaba los detalles de su vida. Fue expulsado finalmente cuando él dejó a los estudiantes detrás y fue a enfrentarse a los Cuatro Fantásticos, que habían llegado para tratar de rescatarlos. Los estudiantes crearon armas con la tecnología alienígena y se marcharon a todas las partes; Hombre Topo, los Cuatro Fantásticos y el gobierno, pretendiendo construir su propia civilización en las ruinas de la ciudad.
Según su historia, que le dijo a los estudiantes secuestrados, dejó a su familia después de que transfirió a su hermana menor a un pez pulmonado y volvió a su padre al gobierno por dinero. Su primer bioexperimento no tuvo éxito, y se coló en Europa bajo la apariencia de una lavandera (agrega que mantuvo el traje y añadió más tarde lentejuelas en él). Es dirigido a las ruinas de la civilización subterránea por un loco italiano que formaba parte de una expedición de la OTAN para encontrar la ciudad perdida, el tercer grupo en intentarlo (los dos primeros grupos perecieron y el resto del tercer grupo o bien murieron de hambre o se asesinaron entre sí). Aunque Hombre Topo encontró divertidas las bufonadas del hombre italiano demente, más tarde se le dio de comer el italiano a un monstruo bajo tierra para ganarse la confianza del monstruo.
El Hombre Topo físicamente se parecía al personaje original. Sin embargo, es más voluminoso, rara vez se lava y tiene una condición de la piel desagradable. Los Topoides Ultimate son formas de vida basadas en hongos diseñados por el propio Hombre Topo, aunque inicialmente eran simplistas y animales, son más inteligentes en su segunda aparición, incluso hablando un idioma que el Hombre Topo entiende.

## En otros medios

### Televisión
- Hombre Topo apareció en el segmento de Iron Man de 1966 The Marvel Super Heroes, con la voz de Paul Kligman.
- Hombre Topo apareció dos veces en la serie de TV de 1967 Fantastic Four, con la voz de Jack DeLeon. En "La amenaza del Hombre Topo," los Cuatro Fantásticos aterrizan en una isla remota donde el Hombre Topo los atrapa y planea sumergir las ciudades más grandes del mundo. En "El regreso del Hombre Topo," Hombre Topo crea terremotos con el fin de hundir algunos edificios. Uno de los edificios termina siendo el Edificio Baxter donde el Hombre Topo hace que sus Topoides capturen a la Mujer Invisible.
- En la serie de 1967 Spider-Man, Spider-Man se encontró con un villano Mugs Riley que se hace llamar El Hombre Topo y gobierna una raza de humanoides verdes y peludos miles de metros bajo tierra; este villano compartía sólo un nombre y el modus operandi con el Hombre Topo de los cómics.
- Hombre Topo hizo una aparición en Fantastic Four episodio "El Hombre Topo", con la voz de Ted Cassidy[42]
- Hombre Topo apareció en Fantastic Four episodio "Hombre Topo", con la voz de Gregg Berger.
- Hombre Topo aparece en la serie de 2006 Fantastic Four: World's Greatest Heroes, con la voz de Paul Dobson. Es introducido en el episodio "Demolición", que utiliza la trama básica de Fantastic Four #1, añadiendo elementos de historias posteriores.
- Hombre Topo primero aparece en The Super Hero Squad Show episodios "Un piloto debe venir", con la voz de Ted Biaselli.[43] Esta versión demuestra que tiene problemas de eructos y pedos. Fue enviado a llevar a sus monstruos (consistentes en Tricéfalo, Manoo y Megatauro) y Fin Fang Foom a atacar a Ciudad Superhéroe. Hombre Topo encuentra el Fractal Infinito y usa su poder para obtener piernas más largas (dándole super velocidad) y control mental y tramó apoderarse de la Legión Letal. Mientras los demás lidiaban con los monstruos del Hombre Topo y Fin Fang Foom, Iron Man y Halcón luchaban con el Hombre Topo. Thor y Tormenta atraían a los monstruos del Hombre Topo y Fin Fang Foom con carne cocinada en rayos mientras Halcón embistió al Helitransporte en Fin Fang Foom aplastando al Hombre Topo y permitiéndole al Escuadrón de Superhéroes reclamar el Fractal Infinito. Mientras Fin Fang Foom y los otros monstruos estaban destrozando la guarida del Hombre Topo, Iron Man y Halcón llevaron al Hombre Topo y el Fractal Infinito a la Bóveda. Sin embargo, el Doctor Muerte usa sus poderes para retirar al Hombre Topo y tratar con él personalmente. En "Del átomo... se eleva," él ayuda al Doctor Muerte, MODOK, Abominación y en un plan para utilizar una zona subterránea excavada por los Topoides del Hombre Topo en un plan para utilizar una Fractal Infinito para controlar un agujero negro para utilizarlo sobre Ciudad Superhéroe. En "La ira del Cráneo Rojo," el Hombre Topo intentó excavar en la Bóveda, pero terminó hundiéndose en un vertedero de basura. Cráneo Rojo más tarde hizo que el Hombre Topo excavara el CráneoUberbot como parte de su Plan USB.
- Hombre Topo aparece en la primera temporada de Hulk and the Agents of S.M.A.S.H.,[44] episodio, "De Topos y Hombres", con la voz de David Harvard Lawrence. Hombre Topo fue ridiculizado por sus teorías en Tierra hueca cuando se trasladó a Subterránea y su historia con los 4 Fantásticos se menciona también. Hulk se encuentra con el Hombre Topo donde han sido capturados por las Larvas-Bestias gigantes. A-Bomb viene en su ayuda donde descubren que los huevos de larvas-Bestias que fueron colocados sobre un suelo de lava debajo de incubación. Hombre Topo también les informa de que también tendrán que hacer frente a la reina Larva-Bestia en presencia de más de las larvas-bestias pueden llegar a la superficie. Hombre Topo utiliza los Topoides para ayudar a combatir a la Reina Larva-Bestia. Después son derrotados la reina y larvas bestias, Hombre Topo (siendo su nuevo rey) y los Topoides vuelven a Subterránea.

### Cine
- Se pretendía que el Hombre Topo apareciera en Los Cuatro Fantásticos (1994), interpretado por Ian Trigger, pero el nombre del personaje fue cambiado a Joyero debido a que el coproductor ejecutivo Bernd Eichinger no tenía los derechos del personaje.[45]
- El Dr. Harvey Allen aparece en Los 4 Fantásticos (2015), interpretado por Tim Blake Nelson.[46][47] Esta versión es un científico y supervisor de la Fundación Baxter que supervisó los experimentos del Dr. Franklin Storm sobre viajes interdimensionales a pesar de tener dudas iniciales. Posteriormente, el Dr. Allen es asesinado por Victor von Doom luego de su regreso del Planeta Zero. Antes de volver a filmar, se suponía que el personaje sería Harvey Elder, quien se convertiría en el Hombre Topo.[48]
- El Hombre Topo aparece en Los Cuatro Fantásticos: primeros pasos (2025), interpretado por Paul Walter Hauser.[49][50]Esta versión es un antiguo enemigo de los Cuatro Fantásticos.

### Videojuegos
- Hombre Topo aparece en el videojuego de 2005 Fantastic Four, con la voz de Barry Dennen. En el juego, envió a sus criaturas a luchar contra los cuatro en lugar de luchar contra él, en la misma forma que el Amo de las Marionetas envió a sus marionetas. Después de que su Monstruoide (muy parecido a Giganto de su primera aparición en cómics) es destruido, él escapa y jura vengarse de los Cuatro Fantásticos.
- Hombre Topo aparece en el videojuego Marvel Super Hero Squad, con la voz de Ted Biaselli.
- Hombre Topo aparece como un personaje malvado en Marvel Super Hero Squad Online.
- Hombre Topo se presenta como arte de mesa en el juego de pinball virtual Fantastic Four para Pinball FX 2.[51]
- Hombre Topo aparece como personaje jugable en Marvel Contest of Champions.[52]

### Tiras cómicas
- Hombre Topo hace una aparición especial en la tira cómica sindicada Scary Gary, en la tira del 14 de noviembre de 2008.[53]
- Hombre Topo ha aparecido dos veces en los dibujos animados diarios de Spider-Man en los últimos años. En ambas historias, sale con la tía May de Spider-Man.